# Saint-Étienne-les-Orgues
Saint-Étienne-les-Orgues ist eine französische Gemeinde mit 1297 Einwohnern (Stand 1. Januar 2022) im Département Alpes-de-Haute-Provence und in der Region Provence-Alpes-Côte d’Azur. Sie gehört zum Kanton Forcalquier und zum Arrondissement Forcalquier.

## Geographie
Die Gemeinde grenzt:
- im Norden an Saint-Vincent-sur-Jabron und Noyers-sur-Jabron,
- im Osten an Cruis, Montlaux und Revest-Saint-Martin,
- im Südosten an Fontienne,
- im Süden an Forcalquier (Berührungspunkt),
- im Südwesten an Ongles,
- im Westen an Lardiers.

Das Dorf liegt auf 687 m im Bereich der Montagne de Lure.

## Bevölkerungsentwicklung
| Jahr      | 1962 | 1968 | 1975 | 1982 | 1990 | 1999 | 2008 | 2012 |
| --------- | ---- | ---- | ---- | ---- | ---- | ---- | ---- | ---- |
| Einwohner | 477  | 478  | 561  | 679  | 1091 | 873  | 1222 | 1234 |

## Sehenswürdigkeiten
Siehe auch: Liste der Monuments historiques in Saint-Étienne-les-Orgues
- Kloster Lure, ein Monument historique auf ungefähr 1200 m
- Château du Truyas
- Château du Tondu
- Kirche Saint-Étienne
- Kapelle Saint-Joseph
- Chapelle du Vigneau

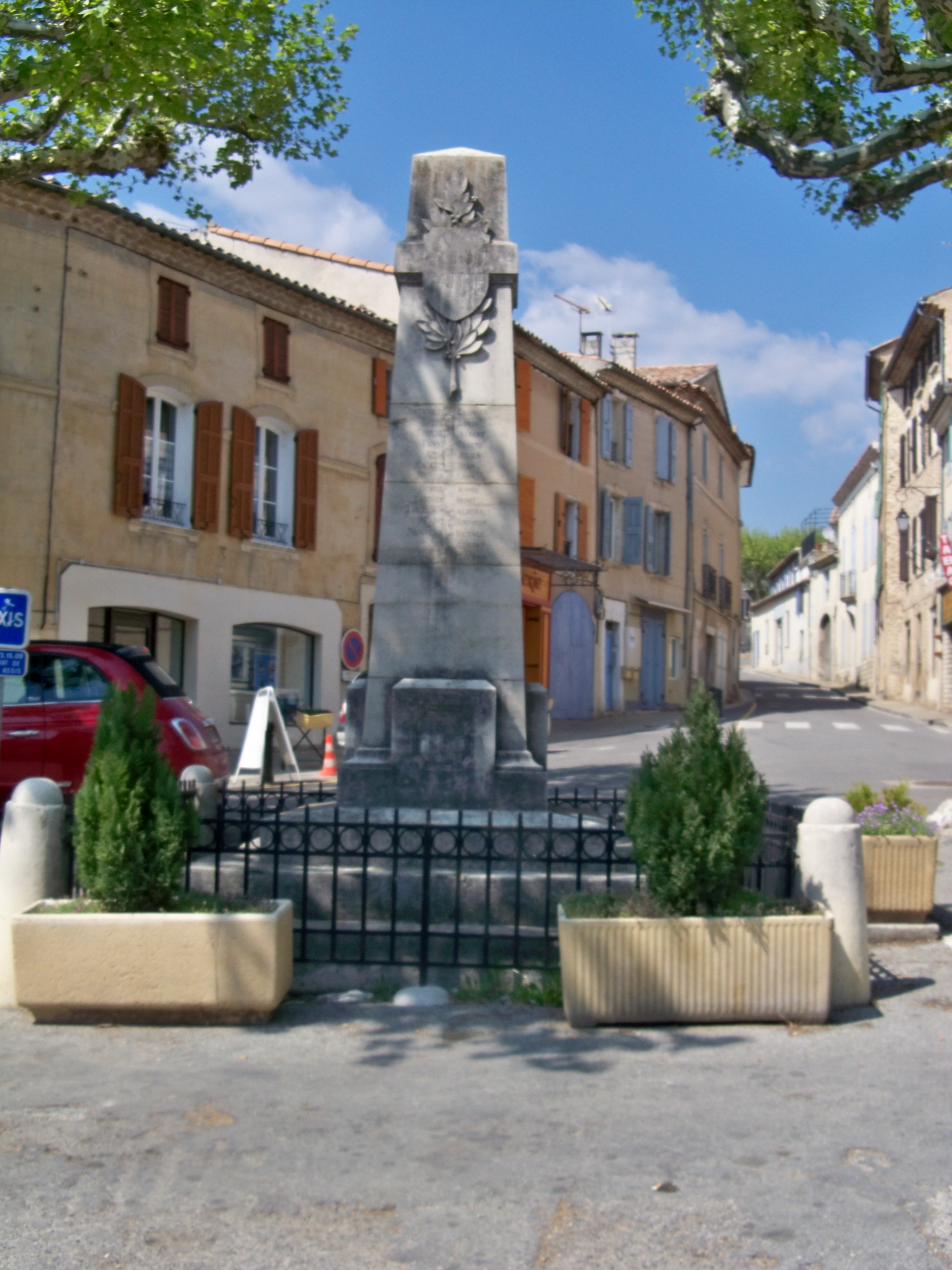
Mahnmal
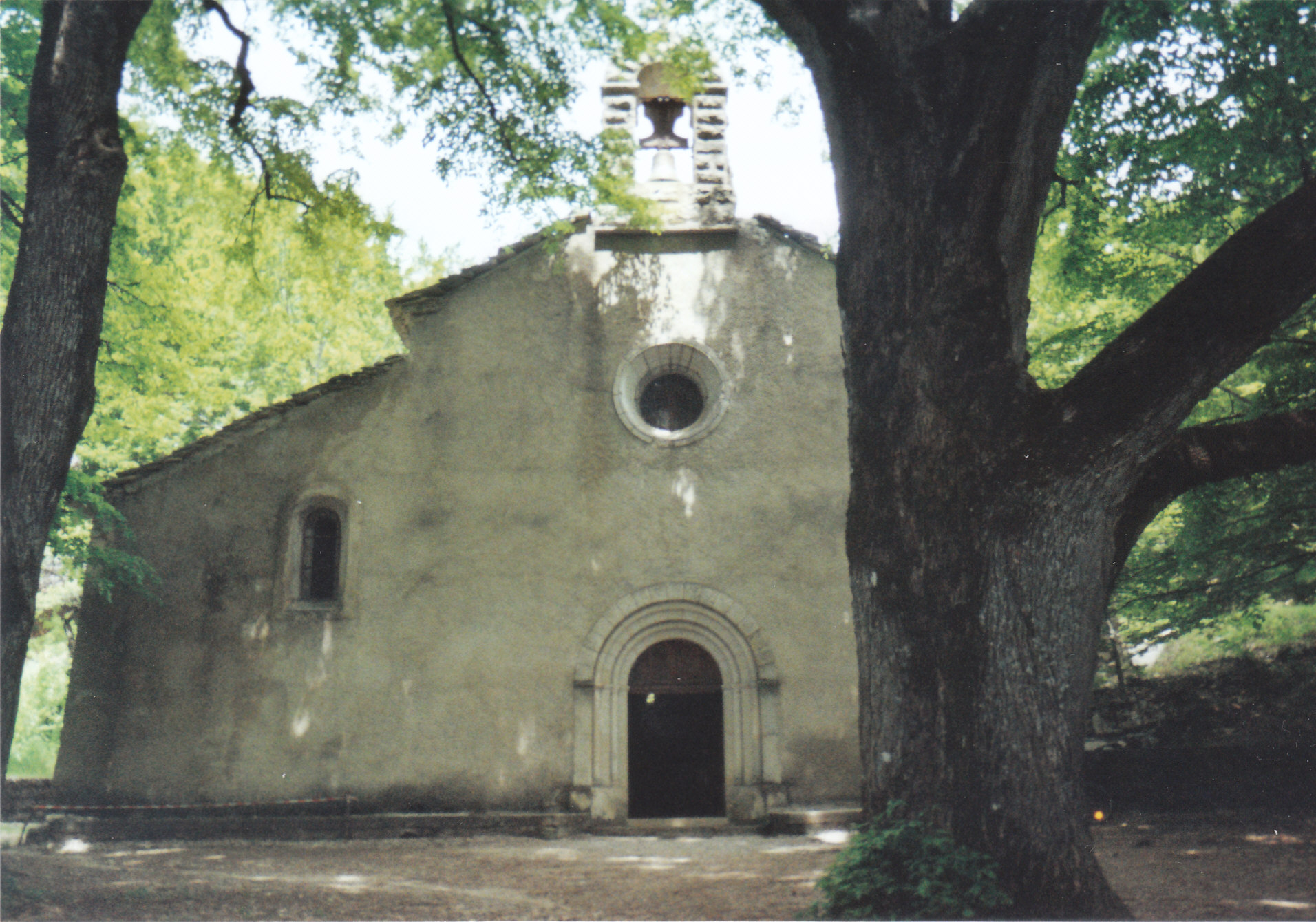
Abtei Notre-Dame-de-Lure
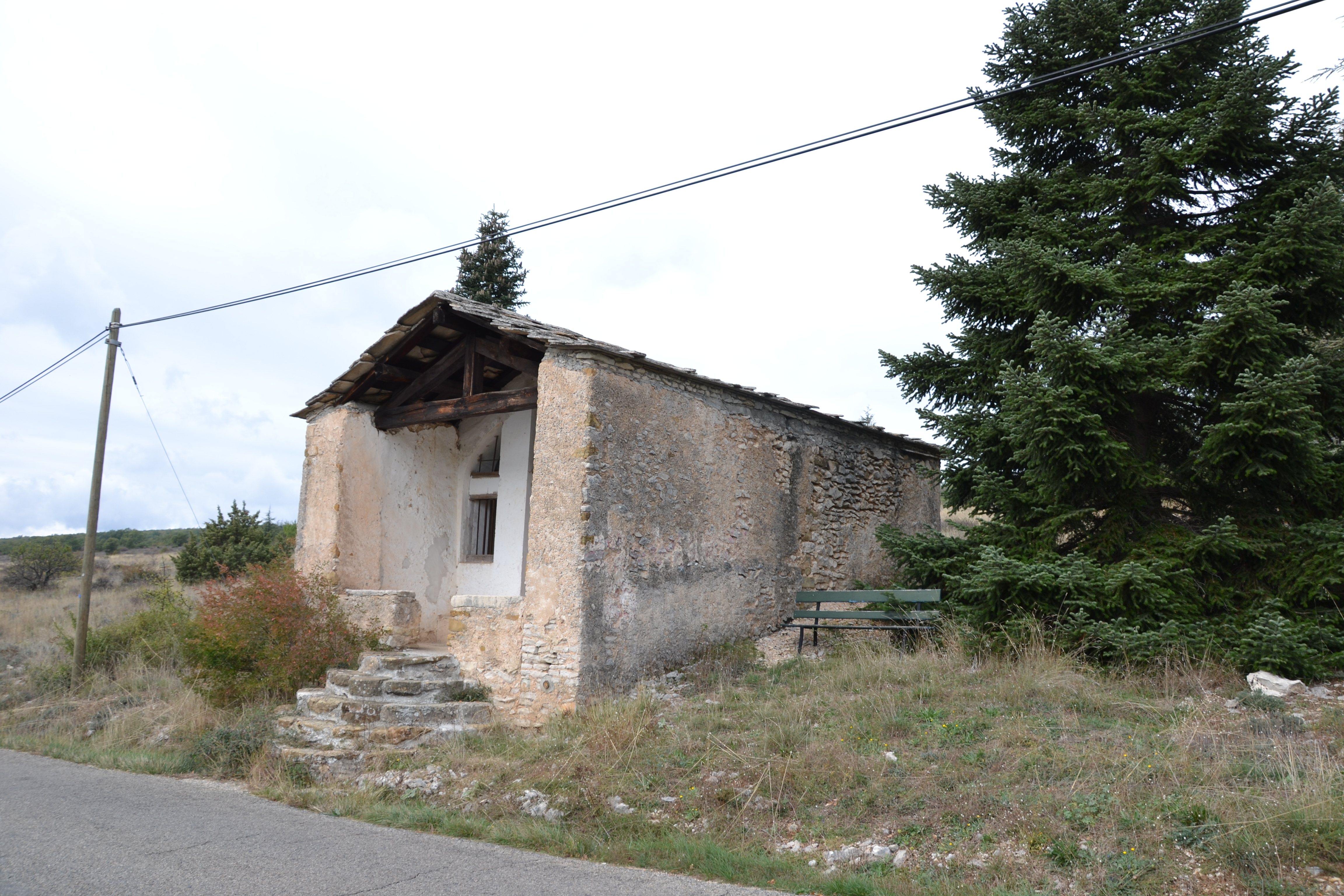
Kapelle Saint-Joseph
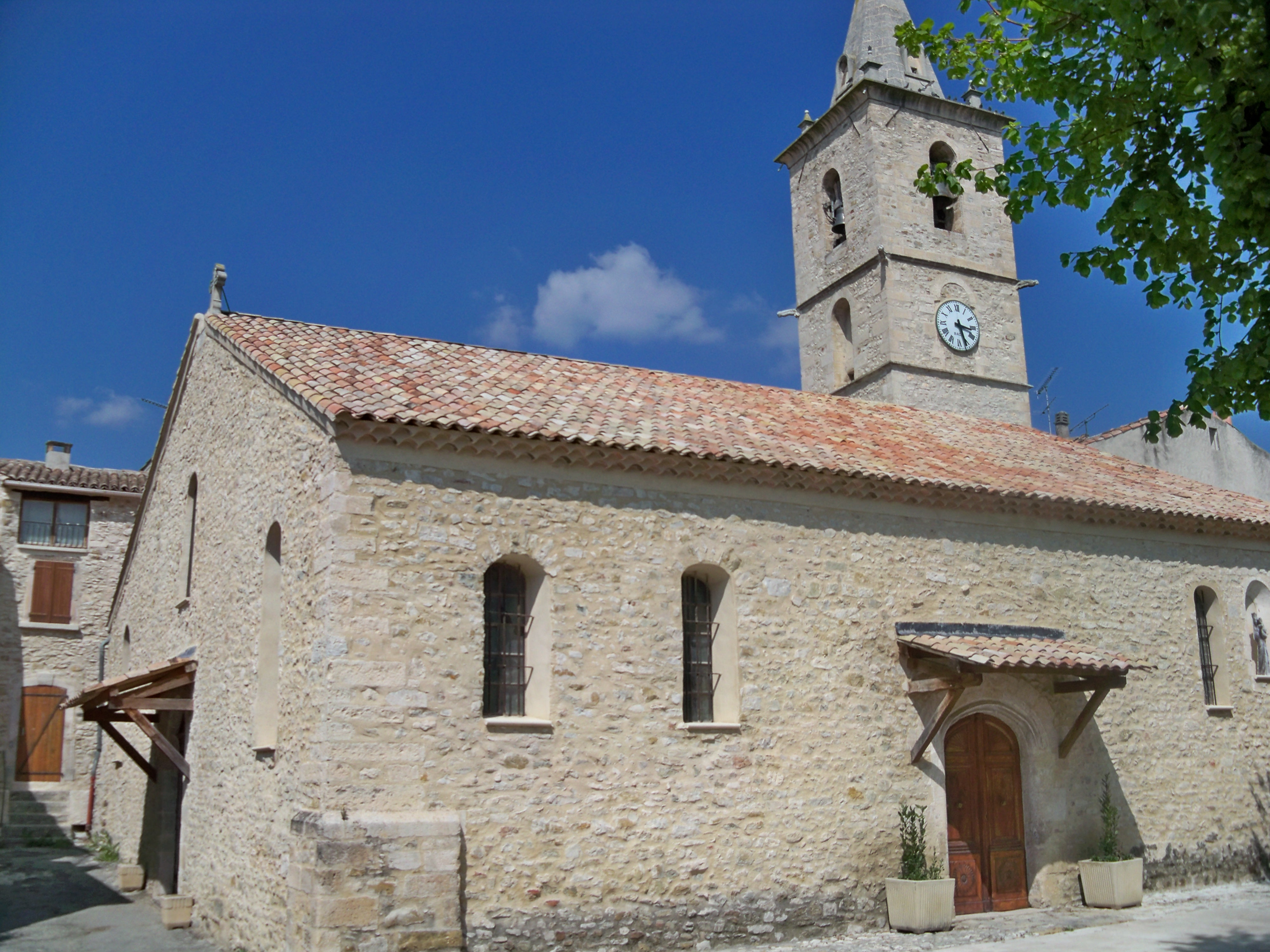
Kirche Saint-Étienne
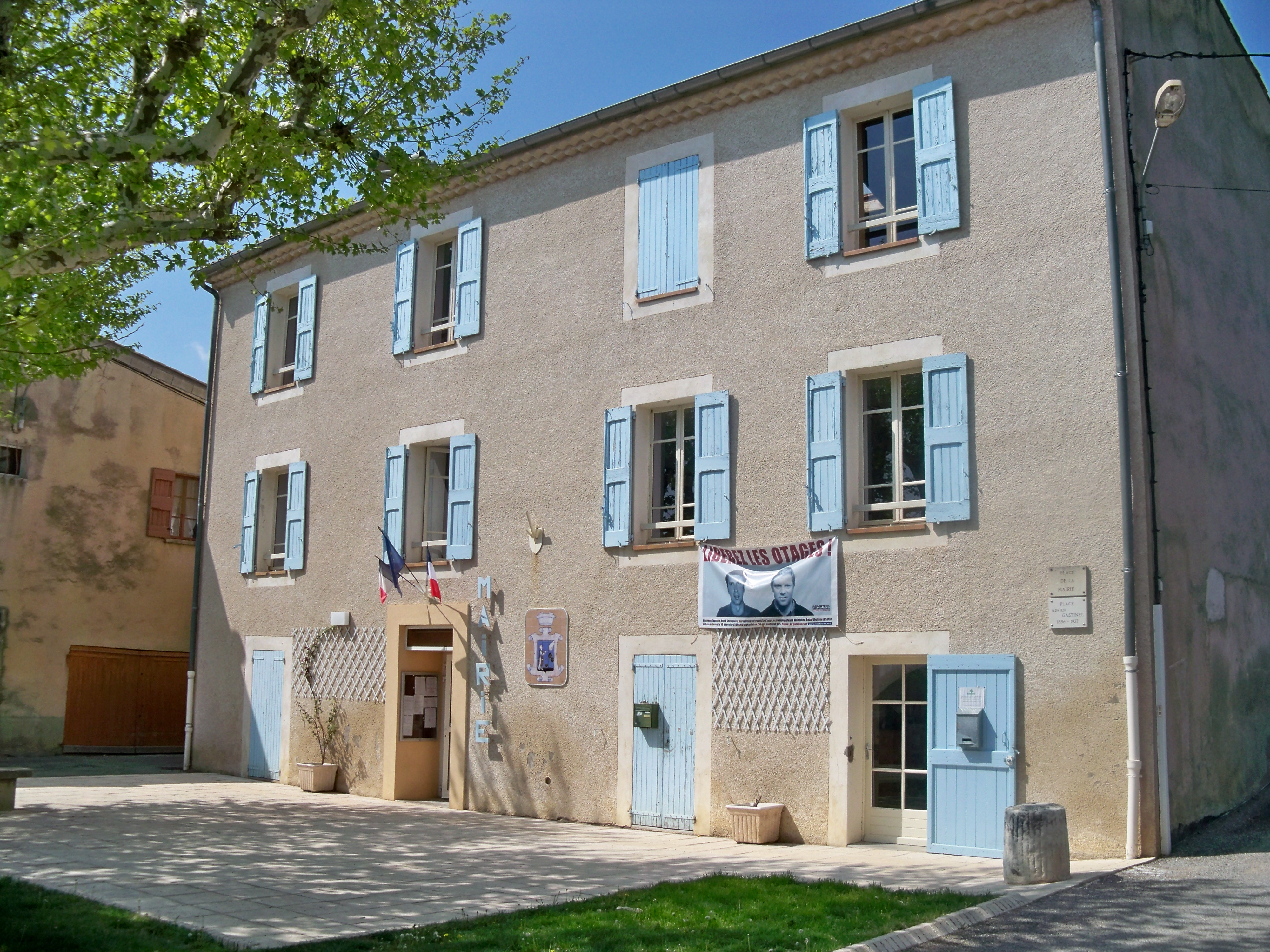
Mairie

## Persönlichkeiten
- Étienne van Zuylen van Nyevelt (1860–1934), niederländisch-belgischer Bankier, Geschäftsmann, Philanthrop, Reiter, Funktionär und Automobilenthusiast